# Silicon Dreams
Pour le studio de jeu vidéo britannique, voir Silicon Dreams Studio.
Silicon Dreams est un jeu vidéo d'aventure développé par Level 9 Computing et sorti en 1986 sur DOS, Mac, Amiga, Amstrad CPC, Amstrad PCW, Apple II, Atari 8-bit, Atari ST, BBC Micro, Commodore 64, MSX et ZX Spectrum.
Le jeu se compose de trois épisodes jouables indépendamment : Snowball, Return to Eden et Worm in Paradise.

## Accueil
- Zzap!64 : 90 %[1]